# Manic Frustration
Manic Frustration är ett musikalbum i hårdrock-genren av Trouble. Det släpptes 1992 och är deras femte album.

## Låtlista
1. "Come Touch the Sky" - 2:54
2. "'Scuse Me" - 3:25
3. "The Sleeper" - 3:14
4. "Fear" - 3:38
5. "Rain" - 4:17
6. "Tragedy Man" - 4:17
7. "Memory's Garden" - 4:24
8. "Manic Frustration" - 4:10
9. "Hello Strawberry Skies" - 3:04
10. "Mr. White" - 3:26
11. "Breathe..." - 6:30

## Medverkande
- Eric Wagner - Sång
- Rick Wartell - Gitarr
- Bruce Franklin - Gitarr
- Barry Stern - Trummor
- Ron Holzner - Basgitarr